# Koutsounári (Lassíthi)
Koutsounári, en grec moderne : Κουτσουνάρι, est un village du dème d'Ierápetra, dans le district régional de Lassíthi, de la Crète, en Grèce. Selon le recensement de 2011, la population de Koutsounári compte 566 habitants.
Le village est situé à une altitude de 59 m et à une distance de 9 km d'Ierápetra, proche de Férma.